# Palhinhaea tomentosa
Palhinhaea tomentosa är en lummerväxtart som först beskrevs av Cornelis Rugier Willem Karel van Alderwerelt van Rosenburgh, och fick sitt nu gällande namn av Josef Holub. Palhinhaea tomentosa ingår i släktet Palhinhaea och familjen lummerväxter. Inga underarter finns listade i Catalogue of Life.